# Klara Bäuerle
Klara Bäuerle, auch bekannt als Kläre oder Claire Bäuerle und im englischsprachigen Raum als Clara Bauerle (* 27. August 1905 in Ulm als Hedwig Klara Bäuerle; † 16. Dezember 1942 in Berlin), war eine deutsche Sängerin (Stimmlage: Alt), Kabarettistin und Filmschauspielerin.

## Leben

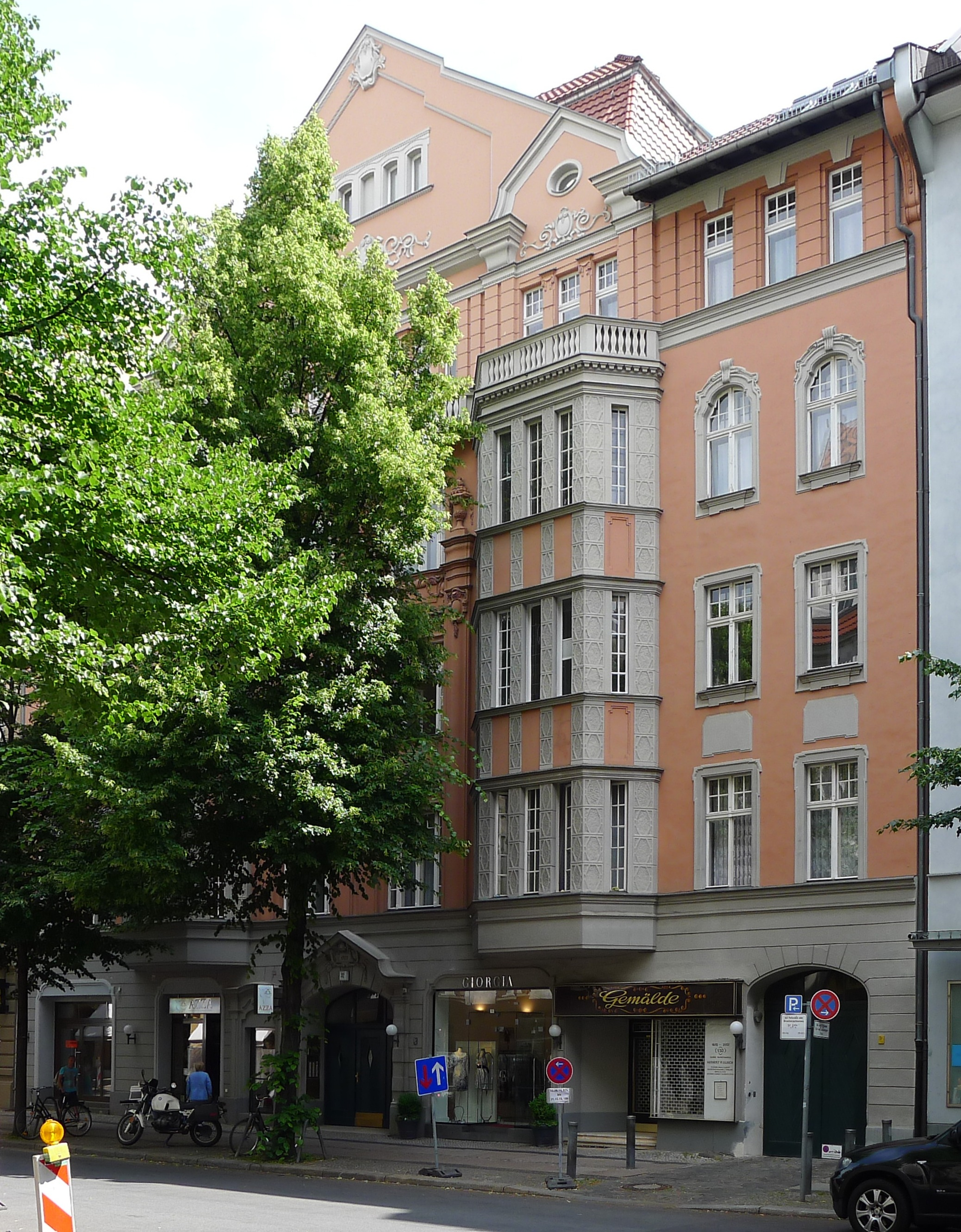
Bleibtreustraße 32 in Berlin, Bäuerles letzte Adresse

Hedwig Klara Bäuerle war eine Tochter des Obstgroßhändlers Adolf Bäuerle und dessen Ehefrau Dorothea Barbara (geb. Schäufele) und hatte mehrere Geschwister, von denen aber nur zwei das Erwachsenenalter erreichten. Sie wirkte 1936 am Stadttheater in Gera, 1937 in Landsberg und 1938 in Pforzheim.
Sie hatte Rollen in den Spielfilmen Die Blume von Hawaii (1932/33) und Bal paré (1939/40), scheint aber als Sängerin erfolgreicher gewesen zu sein als als Filmschauspielerin. Es existieren zahlreiche Tonaufnahmen von Klara Bäuerle. Als Claire Bäuerle ist sie unter anderem mit Orchesterbegleitung unter der Leitung von Curt Hasenpflug in dem Lied Bevor du schlafen gehst, ruf mich nochmal an in einer Aufnahme von 1941 zu hören; auf der anderen Seite der Schellackplatte ist sie in Ich hab es oft versucht von Raimund Vogt zu hören. Mit Hasenpflug und dem Amiga-Salon-Orchester nahm sie Mamatschi, schenk mir ein Pferdchen auf. Aus dem Jahr 1942 stammt unter anderem die Aufnahme von Ich weiß, es wird einmal ein Wunder gescheh’n mit dem Heyn Quartett und Orchester unter Jo Alex. Mit Juan Llossas und dessen Orchester nahm sie unter anderem Bleib bei mir ein paar glückliche Stunden auf.
Mit Bernard Etté und seinem großen Schauorchester nahm sie unter anderem Die Männer sind schon die Liebe wert und Im Leben geht alles vorüber auf.
Bäuerle wohnte zuletzt in der Bleibtreustraße 32 in Berlin. Sie starb am 16. Dezember 1942 im Königin-Elisabeth-Hospital in Oberschöneweide an den Folgen einer Lungenentzündung und einer Veronal-Vergiftung.

## Beziehung zu Josef Jakobs

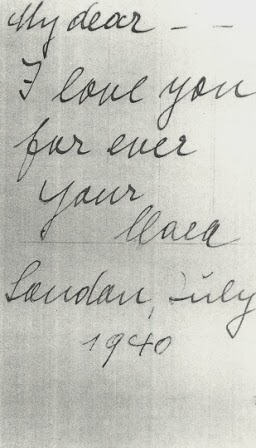
Die englischsprachige Liebeserklärung, die Jakobs 1941 bei sich trug

Als der deutsche Spion Josef Jakobs Anfang 1941 mit einem Fallschirm über England abgesprungen und kurz darauf in der Nähe von Ramsey verletzt festgenommen worden war, hatte man bei ihm eine Autogrammkarte Bäuerles mit einer kurzen, englischsprachigen Liebeserklärung der Schauspielerin gefunden: „My dear -- I love you for ever Your Clara Landau, July 1940“. Das Wort „Landau“ konnte man bei oberflächlicher Betrachtung auch als „London“ lesen. Der britische Inlandsgeheimdienst MI5 musste einen Deutschland-Experten heranziehen, um die Sachlage zu klären. Jakobs erzählte bei der Vernehmung, er habe Bäuerle in Hamburg kennengelernt, wo sie mit Ettés Schauorchester im Café Dreyer aufzutreten pflegte, und habe versucht, ihr ein besser bezahltes Engagement bei der Truppenbetreuung zu vermitteln.
In einem Gespräch mit dem deutschen Spion Karel Richard Richter und bei späteren Verhören im Sommer 1941 behauptete er, seine Freundin werde in Hamburg zur Spionin ausgebildet und lerne unter anderem den Umgang mit Drahtlosfunk. Sie wäre, sagte er, ebenfalls nach England geschickt worden, wenn er, Jakobs, mit seiner Mission erfolgreich gewesen wäre. MI5 ging daraufhin die Unterlagen durch, die über deutsche Frauen vorlagen, die in den letzten Jahren nach England gereist waren. Die einzige Person, bei der die Angaben einigermaßen mit Klara Bäuerles Lebensdaten übereinstimmten, war eine Klara Sophie Bauerle oder Bäuerle, die in den frühen 1930er Jahren einmal in England gewesen war. Es deutete nichts darauf hin, dass diese Frau England je wieder betreten hatte.
Josef Jakobs wurde am 15. August 1941 in London hingerichtet; Klara Bäuerle, die nach Aussage Karel Richters für eine Frau sehr groß war, starb Ende 1942 in Berlin. Damit ist die lange diskutierte Theorie, sie sei mit der 1943 in einem hohlen Baum in der Gegend von Manchester entdeckten Leiche einer deutlich kleineren Frau identisch, hinfällig. Die Frage „Who put Bella in the Wych Elm?“ und die Frage, wer diese „Bella“ war, ist nach wie vor nicht beantwortet.